# Siim-Sander Vene
Siim-Sander Vene, (nacido el 12 de noviembre de 1990 en Tartu, Estonia) es un jugador de baloncesto estonio. Con 2.03 de estatura, su puesto natural en la cancha es el de alero y ala-pívot. Actualmente juega en el San Pablo Burgos de la Liga LEB Oro.

## Trayectoria
Vene se formó en la escuela Arvydas Sabonis del Zalgiris lituano, y como profesional comenzó a jugar en varios clubes lituanos. Tras volver un par de temporadas en el mejor equipo de Lituania, formó parte del Nizhny Novgorod ruso. 
Jugó la temporada 2017-18 en las filas del Varese italiano, donde hizo unos promedios de 8.3 puntos, 3.9 rebotes y 10.4 de valoración jugando casi 25 minutos por partido.
En septiembre de 2018, el BAXI Manresa ficha a Siim Sander Vene en sustitución del lesionado Justin Doellman.
En diciembre de 2018, se compromete con el Baloncesto Fuenlabrada hasta el final de la temporada. El interior estonio se encontraba sin equipo tras finalizar su etapa de temporero en el BAXI Manresa, con el que comenzó la temporada y en los seis partidos que disputó con el conjunto catalán, Sander-Vene rindió a gran nivel con unas medias de 10 puntos, 3 rebotes y 1 asistencia por partido; firmando su mayor marca ante MoraBanc Andorra anotando 23 puntos.
Tras jugar dos partidos con Baloncesto Fuenlabrada , el 14 de diciembre de 2018, el jugador estonio firma con el Herbalife Gran Canaria hasta el final de la temporada tras depositar el club canario su cláusula de rescisión. De esta manera, el estonio jugaría en tres equipos de la Liga Endesa antes de acabar la primera vuelta de la liga 2018-19.
El 2 de octubre de 2021, firma por el CSP Limoges de la LNB Pro A francesa.
El 4 de enero de 2022, firma por el Pallacanestro Varese de la Lega Basket Serie A, la máxima categoría del baloncesto italiano.
El 9 de agosto de 2022, firma por el Hapoel Jerusalem B.C. de la Ligat Winner.
El 23 de agosto de 2023, firma por el San Pablo Burgos de la Liga LEB Oro.

### Selección nacional
En septiembre de 2022 disputó con el combinado absoluto estonio el EuroBasket 2022, finalizando en decimonovena posición.